# David Landes
David Landes (Nova York, 29 d'abril de 1924 - Haveford, Pennsilvània, 17 d'agost de 2013) fou un historiador economista estatunidenc. Es doctorà a la Universitat Harvard, d'on fou membre del Research Center in Entrepreneurial History (1948-1958). Més tard es creà amb el mateix nom una revista de la qual Landes en va ser editor i actualment anomenada Explorations in Economic History. Va ocupar el càrrec de professor, primer a la Universitat de Colúmbia (1952-1958), després a la Universitat Stanford (1957-1958), més tard a la Universitat de Berkeley (1958-1964) i finalment a la Universitat Harvard (1964-1996). A part de nombrosos articles, també va ser autor d'una sèrie llibres, la major part dels quals han estat traduïts a diversos idiomes.

## Obres
- The Rise of Capitalism, (1966)
- The Unbound Prometheus. (Progrés tecnològic i revolució industrial), (1969)
- History as Social Science. (1971; amb Charles Tilly)
- Revolution In Time. (1983)
- Favorites of Fortune: Tecnology, Growth, and Economic Development since the Industrial Revolution (1991; amb Henry Rosovsky)
- The Wealth And Poverty Of Nations. (Why Some Are So Rich And Some So Poor). (La riquesa i la pobresa de les nacions (Per què algunes són tan riques i altres tan pobres). (1998)[2]